# Uncut
Uncut er et tidsskrift, som bliver månedligt udgivet i London, Storbritannien.
| Anime eller manga | Spire Denne artikel om medie og kommunikation er en spire som bør udbygges. Du er velkommen til at hjælpe Wikipedia ved at udvide den. |